# قصر هشت بهشت
قصر هشت‌ بهشت (بالفارسية: کاخ هشت‌بهشت) هو قصر تاريخي يعود إلى عصر السلالة الصفوية، ويقع في أصفهان.